# Mariko Kouda 2000
『Mariko Kouda 2000』（まりここうだ2000）は、國府田マリ子の6枚目のライブ・ビデオ。2001年2月21日、キングレコードより発売。

## 解説
- 2000年11月21日中野サンプラザにて開催された模様を収録。[2]

## サポートメンバー
バンドメンバー
- 南明男：ギター、バンドマスター
- 大久保治信：キーボード
- 平山牧伸：ドラム
- 角田俊介：ベース
- 高橋博美：キーボード、コーラス

## 収録曲
1. ハチミツ
作詞・作曲：松本タカヒロ
編曲：亀田誠治
2. トマト
作詞・作曲：泉川そら
編曲：亀田誠治
3. 世界中のポスト
作詞・作曲：泉川そら
編曲：亀田誠治
4. 屋上へゆこうよ
作詞・作曲：種ともこ
編曲：西脇辰弥&High Cheez
5. ひなたぼっこ
作詞・作曲：泉川そら
編曲：亀田誠治
6. Happy!Happy!Happy!
作詞：國府田マリ子
作曲：ながつきまろん
編曲：水島康貴
7. Thank you for my friend
作詞・作曲：松本タカヒロ
編曲：亀田誠治
8. BANDでワケあり
作詞：谷亜ヒロコ
作曲・編曲：西脇辰弥
9. 私が天使だったらいいのに
作詞：三浦徳子・國府田マリ子
作曲：松原みき
編曲：十川知司
10. 夏色の花
作詞：國府田マリ子
作曲：井上うに
編曲：亀田誠治
11. 淋しがりやの恋
作詞・作曲：上田まり
編曲：亀田誠治
12. あなたが恋人だった
作詞・作曲：上田まり
編曲：亀田誠治
13. みらくるふれんど
作詞：國府田マリ子
作曲：ながつきまろん
編曲：亀田誠治
14. 心の矢印
作詞・作曲：泉川そら
編曲：亀田誠治
15. Don't fake
作詞・作曲：米村裕美
編曲：亀田誠治
16. もんしろちょう
作詞・作曲：松本タカヒロ
編曲：亀田誠治